# Chaetomitrium hebridense
Chaetomitrium hebridense är en bladmossart som beskrevs av Hugh Neville Dixon 1948. Chaetomitrium hebridense ingår i släktet Chaetomitrium och familjen Hookeriaceae. Inga underarter finns listade i Catalogue of Life.